# Kpomane
Kpomane est une localité du département de Dissin, dans la province d’Ioba (région du Sud-Ouest) au Burkina Faso. En 2006, cette localité comptait 1 015 habitants dont 50.3% de femmes.